# Griffin Park
Griffin Park är en fotbollsarena i Brentford i London i England. Arenan var Brentford FC:s hemmaarena. Numera spelar klubben sina hemmamatcher på Brentford Community Stadium. Den ligger i ett bostadsområde och är känd för att ha en pub i varje hörn.
Griffin Park är uppkallad efter gripen, engelska griffin, vilken förekommer i bryggeriet Fuller's Brewerys emblem. Detta bryggeri ägde den fruktodling, på vilken arenan senare uppfördes.